# Инфраструктура
Инфраструктура је израз који се у најширем смислу користи у друштвеним наукама како би се описали помоћни делови неког ширег система који без њих не би могао да нормално функционише. Генерална дефиниција инфраструктуре је мрежа ресурса „где је систем као целина намењен да буде неограничено одржаван специфичним стандардом услуге континуираном изменом и променом својих делова“. Израз је ушао у употребу у Француској крајем 19. и почетком 20. века и углавном се користио у војсци како би се описали арсенали, складишта, ремонтни заводи и слични објекти без којих оружане снаге нису могле нормално да обављају своје задатке.
Касније је израз прешао у цивилну употребу и данас се помињу изрази: градска инфраструктура (водовод, електроенергетски систем, канализација, одвоз смећа и сл.), образовна инфраструктура (уџбеници, наставна средства, школске зграде и сл), и производна/економска инфраструктура (путеви, железнице, превозна средства, складишта и сл. преко којих се добављају сировине и роба). Појам инфраструктура се може односити и на информатичку технологију, неформалне и формалне канале комуникације, политичке и социјалне мреже или систем веровања чланова поједине групе.
Нарочито у светлу огромних друштвених трансформација потребних за ублажавање климатских промена и прилагођавање на њих, савремени инфраструктурни разговори се често фокусирају на одрживи развој и зелену инфраструктуру. Признајући њихов значај, међународна заједница је креирала политику фокусирану на одрживу инфраструктуру кроз циљеве одрживог развоја, посебно Циљ одрживог развоја 9 „Индустрија, иновације и инфраструктура“.
Један од начина на који се класификују типови инфраструктуре је посматрање њих као две различите врсте: чврста инфраструктура и мека инфраструктура. Чврста инфраструктура се односи на физичке мреже неопходне за функционисање савремене индустрије. Ово укључује путеве, мостове, железничке пруге, итд. Мека инфраструктура се односи на све институције које одржавају економске, здравствене, социјалне, еколошке и културне стандарде једне земље. Ово укључује образовне програме, званичну статистику, паркове и рекреативне објекте, агенције за спровођење закона и службе хитне помоћи.

## Етимологија
Реч инфраструктура се користи у француском од 1875. и на енглеском од 1887. године, што је првобитно значило „Инсталације које чине основу за било коју операцију или систем“. Реч је увезена из француског, где је већ коришћена за постављање коловоза од супстратног материјала, који је био потребан пре него што се железничке шине или изграђени тротоар могу поставити на њега. Реч је комбинација латинског префикса „infra“, што значи „испод“, пошто су многе од ових конструкција подземне (на пример, тунели, системи за воду и гас, и железнице), и француске речи „структура“ (изведена из латинска реч „structure“). Војна употреба термина постала је популарна у Сједињеним Државама након формирања NATO-а 1940-их, а до 1970. године усвојена је од стране урбаних планера у свом модерном цивилном смислу.

## Класификације
Панел америчког Националног истраживачког савета из 1987. усвојио је термин „инфраструктура јавних радова“, који се односи на:

„... оба специфична функционална начина – аутопутеви, улице, путеви и мостови; масовни саобраћај; аеродроми и ваздушни путеви; водоснабдевање и водни ресурси; управљање отпадним водама; третман и одлагање чврстог отпада; производња и пренос електричне енергије; телекомуникације; и управљање опасним отпадом – и комбиновани систем који ови модални елементи обухватају. Разумевање инфраструктуре обухвата не само ове објекте јавних радова, већ и оперативне процедуре, праксе управљања и развојне политике које су у интеракцији са друштвеном потражњом и физичким светом како би се олакшао транспорт људи и добара, снабдевање водом за пиће и разне друге намене, безбедно одлагање отпадних производа друштва, снабдевање енергијом тамо где је то потребно и пренос информација унутар и између заједница."

Америчко удружење грађевинских инжењера сваке 2–4 године објављује „Инфраструктурни извештај“ који представља мишљење организације о стању разних инфраструктура. Према подацима из 2017, они разматрају 16 категорија, а то су авијација, мостови, бране, вода за пиће, енергија, опасан отпад, унутрашњи пловни путеви, насипи, паркови и рекреација, луке, железница, путеви, школе, чврсти отпад, транзит и отпадне воде.‍:4 Сједињене Државе су добиле оцену „Д+“ за своју инфраструктуру. Ова застарела инфраструктура је резултат занемаривања владе и неадекватног финансирања. Пошто Сједињене Државе вероватно желе да унапреде своју постојећу инфраструктуру, одрживе мере би могле да обухватају разматрање планова пројектовања, изградње и рада.

### Особље
Начин да се отелотвори лична инфраструктура је да се о њој размишља у смислу људског капитала. Енциклопедија Британика дефинише људски капитал као „неопипљиве колективне ресурсе које поседују појединци и групе унутар дате популације“. Циљ личне инфраструктуре је да одреди квалитет вредности економских субјеката. Ово резултира у три главна задатка: задатак економских посредника у економском процесу (наставници, неквалификована и квалификована радна снага итд), значај личне инфраструктуре за појединца (краткорочна и дугорочна потрошња образовања) и друштвени значај личне инфраструктуре. У суштини, лична инфраструктура мапира људски утицај на инфраструктуру, јер је повезана са економијом, индивидуалним растом и друштвеним утицајем.

### Материјал
Материјална инфраструктура се дефинише као „она непокретна капитална добра која нису у промету која суштински доприносе производњи инфраструктурних добара и услуга потребних за задовољавање основних физичких и друштвених захтева економских субјеката“. Постоје два различита квалитета материјалне инфраструктуре: 1) задовољење друштвених потреба и 2) масовна производња. Прва карактеристика се бави основним потребама људског живота. Друга карактеристика је недоступност инфраструктурних добара и услуга. Данас постоје различити материјали који се могу користити за изградњу инфраструктуре. Најзаступљенији су асфалт, бетон, челик, зидани материјал, дрво, полимери и композити.

### Економија
Према пословном речнику, економска инфраструктура се може дефинисати као „унутрашњи објекти једне земље који омогућавају пословну активност, као што су комуникационе, транспортне и дистрибутивне мреже, финансијске институције и тржишта, и системи снабдевања енергијом“. Економска инфраструктура подржава продуктивне активности и догађаје. То укључује путеве, аутопутеве, мостове, аеродроме, бициклистичку инфраструктуру, водоводне мреже, канализационе системе, постројења за наводњавање, итд.

### Друштво
Социјална инфраструктура се може широко дефинисати као изградња и одржавање објеката који подржавају социјалне услуге. Друштвена инфраструктура се ствара да би се повећао друштвени комфор и промовисала економска активност. То су школе, паркови и игралишта, објекти за јавну безбедност, постројења за одлагање отпада, болнице, спортске површине, итд.

### Основна средства
Основна средства пружају основне услуге и имају монополистичке карактеристике. Инвеститори који траже основну инфраструктуру траже пет различитих карактеристика: приход, ниску волатилност приноса, диверсификацију, заштиту од инфлације и дугорочну усклађеност обавеза. Основна инфраструктура обухвата све главне врсте инфраструктуре, као што су путеви, аутопутеви, железница, јавни превоз, снабдевање водом и горивом итд.